# Bellicastrum
Bellicastrum (łac.  Bellicastrensis, wł.  Belcastro) – stolica historycznej diecezji w Italii erygowanej w roku 1122, a skasowanej w roku 1818. 
Współczesne miasto Belcastro w prowincji Catanzaro we Włoszech. Obecnie katolickie biskupstwo tytularne ustanowione w 1968 przez papieża Pawła VI.

## Biskupi tytularni
| Lp. | Biskup                        | Funkcja                                                                                  | Od                   | Do               |
| --- | ----------------------------- | ---------------------------------------------------------------------------------------- | -------------------- | ---------------- |
| 1   | Felicissimo Stefano Tinivella | emerytowany arcybiskup Ancony (Włochy)                                                   | 6 lipca 1968         | 12 grudnia 1970  |
| 2   | José Gottardi Cristelli       | biskup pomocniczy Montevideo (Urugwaj)                                                   | 1 marca 1972         | 5 czerwca 1985   |
| 3   | Pietro Sambi                  | nuncjusz apostolski                                                                      | 10 października 1985 | 27 lipca 2011    |
| 4   | Julien Ries                   | -                                                                                        | 23 stycznia 2012     | 18 lutego 2012   |
| 5   | José Rodríguez Carballo       | sekretarz Kongregacji Instytutów Życia Konsekrowanego i Stowarzyszeń Życia Apostolskiego | 6 kwietnia 2013      | 14 września 2023 |
| 6   | Giovanni Cesare Pagazzi       | sekretarz Dykasterii ds. Kultury i Edukacji                                              | 30 listopada 2023    |                  |